# Danza dels Llauradors del Corpus Christi de Valencia
La danza dels Llauradors es una de las componentes del grupo de les Dansetes, nombre con el que se conocen a las danzas interpretadas por niños, que se realiza dentro de los actos de la festividad del Cospus Christi de la ciudad de Valencia.
La mayoría de estas dansetes o bailes infantiles datan de las décadas centrales del siglo XIX, si atendemos a sus características musicales, recordando muchas polcas originarias del centro de Europa. Esta danza, como el resto de danzas infantiles participan en la Cabalgata del Convite.
Este baile, junto al  dels Pastorets y el  dels Arquets, constituyen las tres danzas que representarían el bucolismo romántico, la añoranza de la naturaleza y la reivindicación del medio rural. Son danzas de tipo ornamental que presentan figuras coreográficas mucho más sencillas que otras danzas.

## Historia
Estas danzas no se interpretaron de forma continuada en los festejos del Corpus de Valencia, ya que éstos han tenido bastantes altibajos y cambios a lo largo de los más de seis siglos de historia. A los problemas organizativos se unieron ya entrado el siglo XIX problemas de conceptualización de la fiesta y su forma de vivirse, lo cual hizo que muchas de las danzas, las infantiles incluidas, dejaran de llevarse a cabo.

## Descripción
Los danzantes son indistintamente niños (danza dels llauradors) o niñas (danza de les llauradores), en número de ocho, vestidos de labradores de valencia, y bailan acompañados de panderetas, que hacen sonar en diversos momentos de la danza.

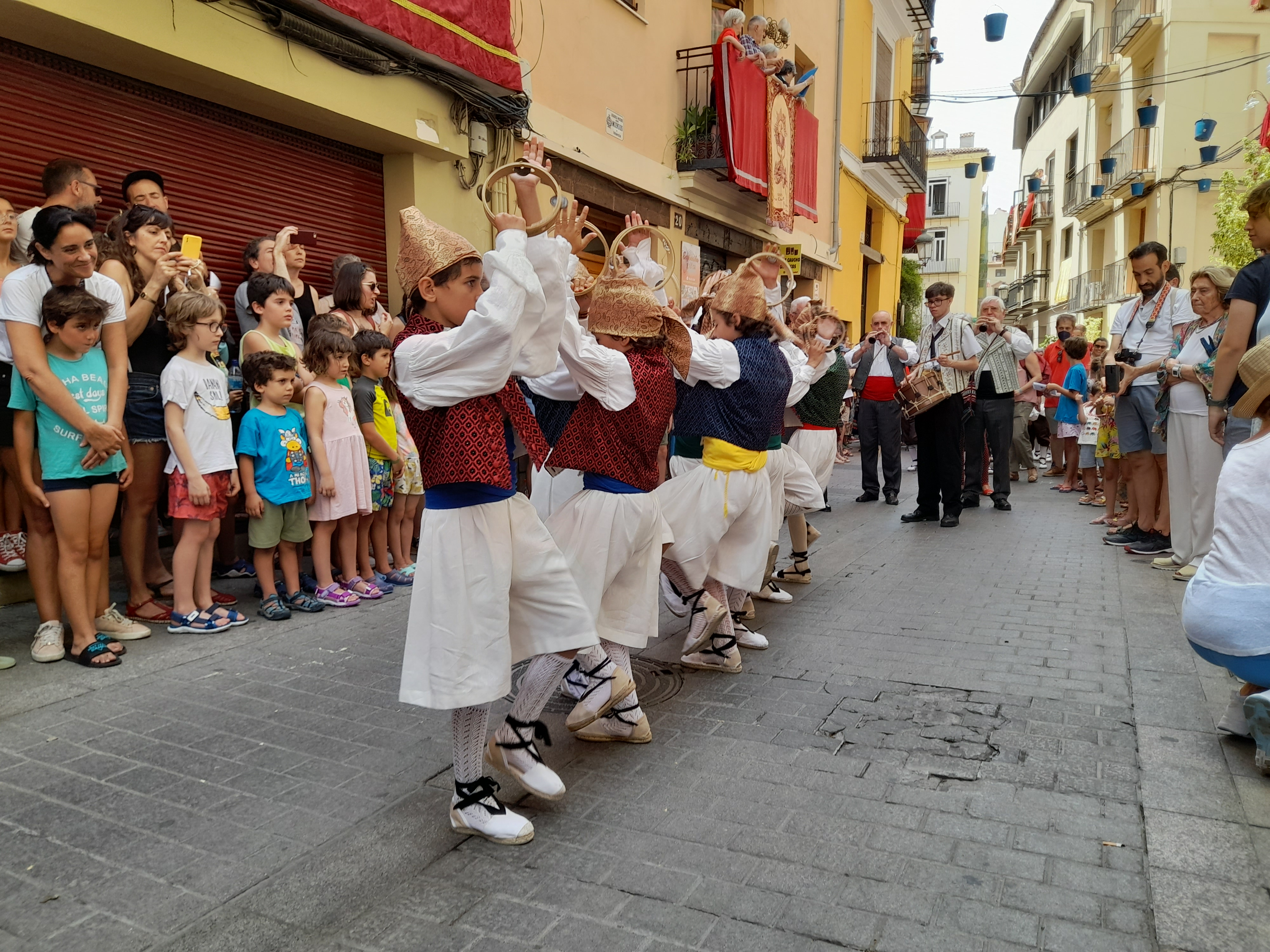
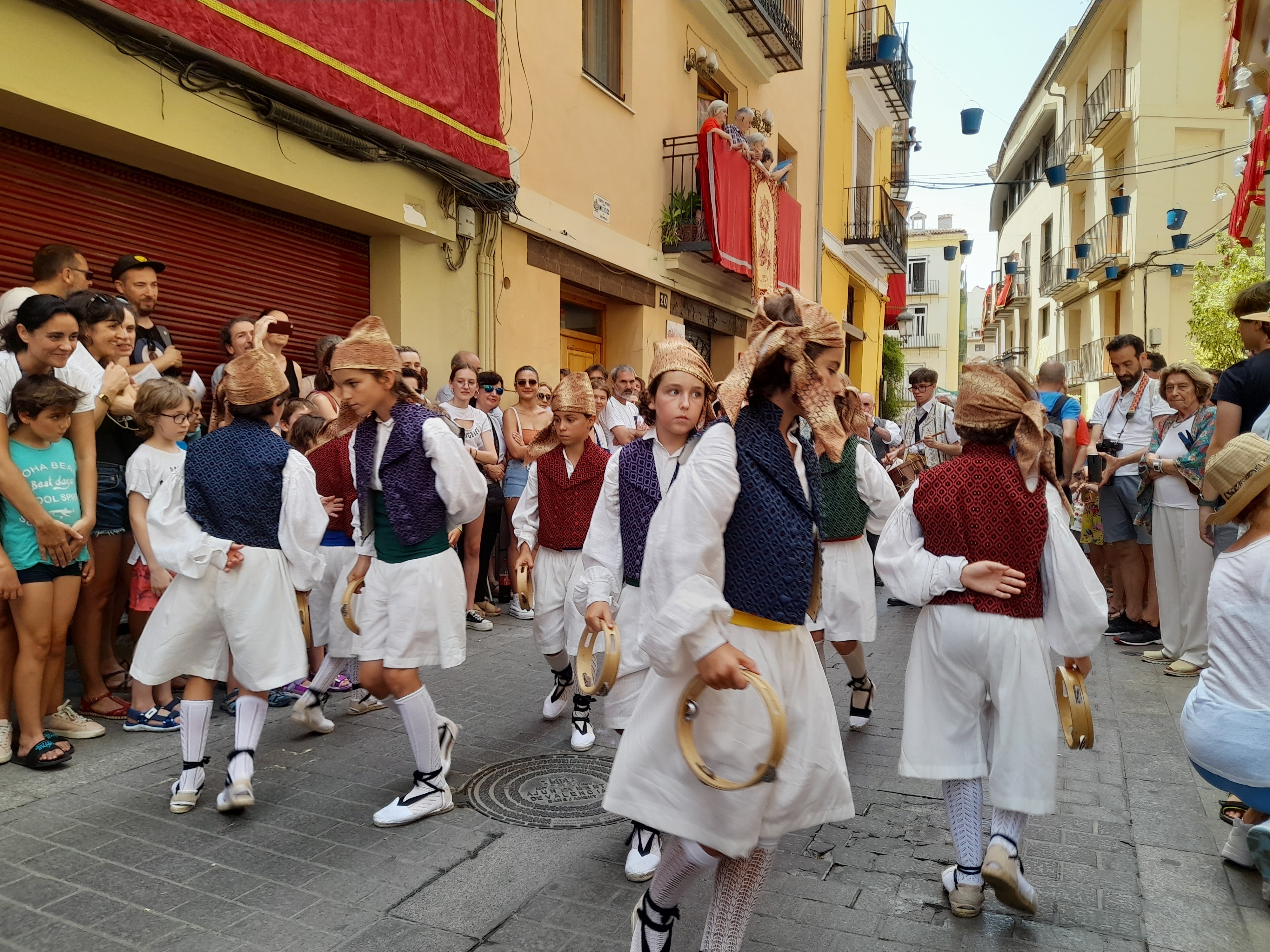
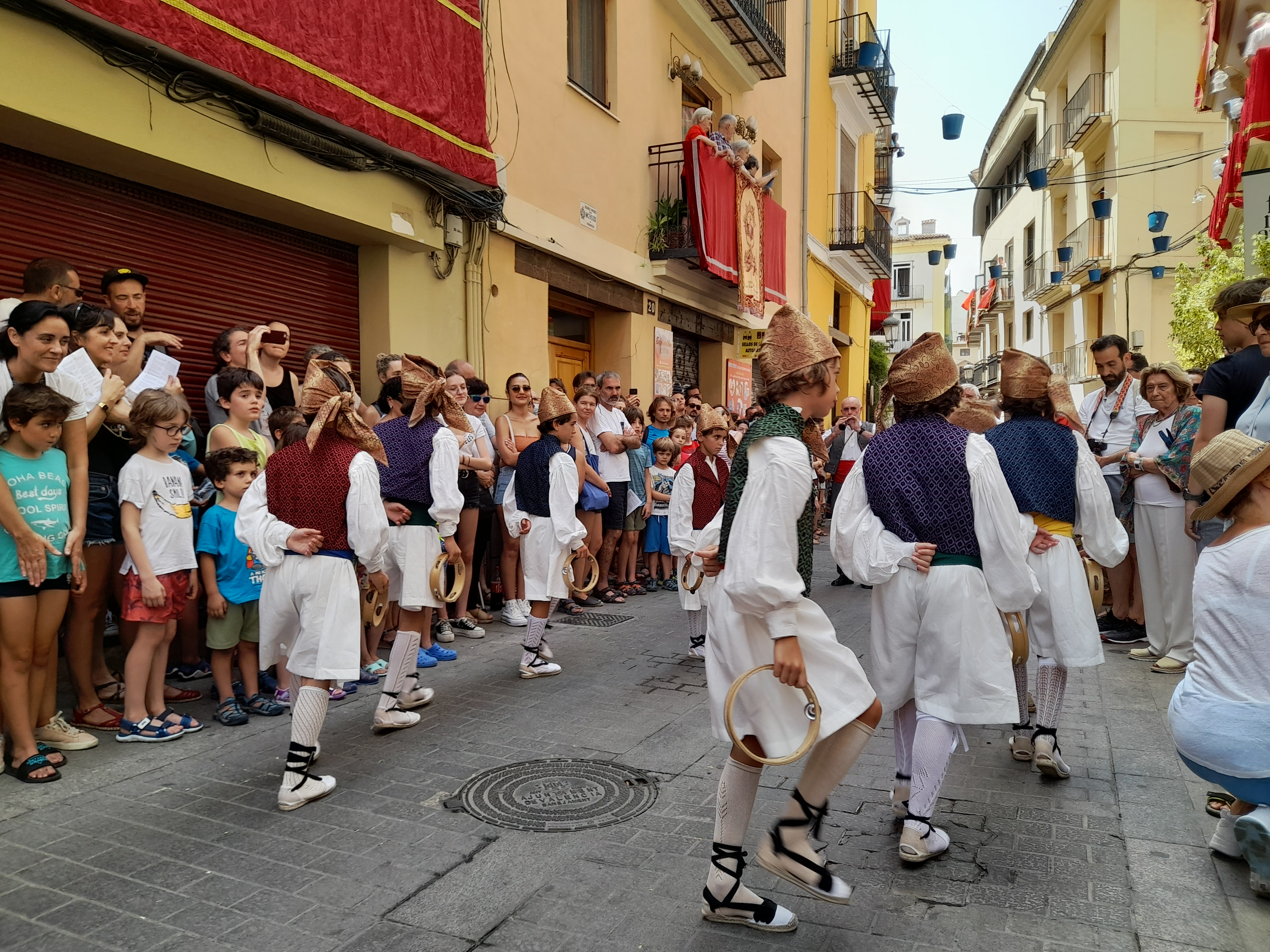
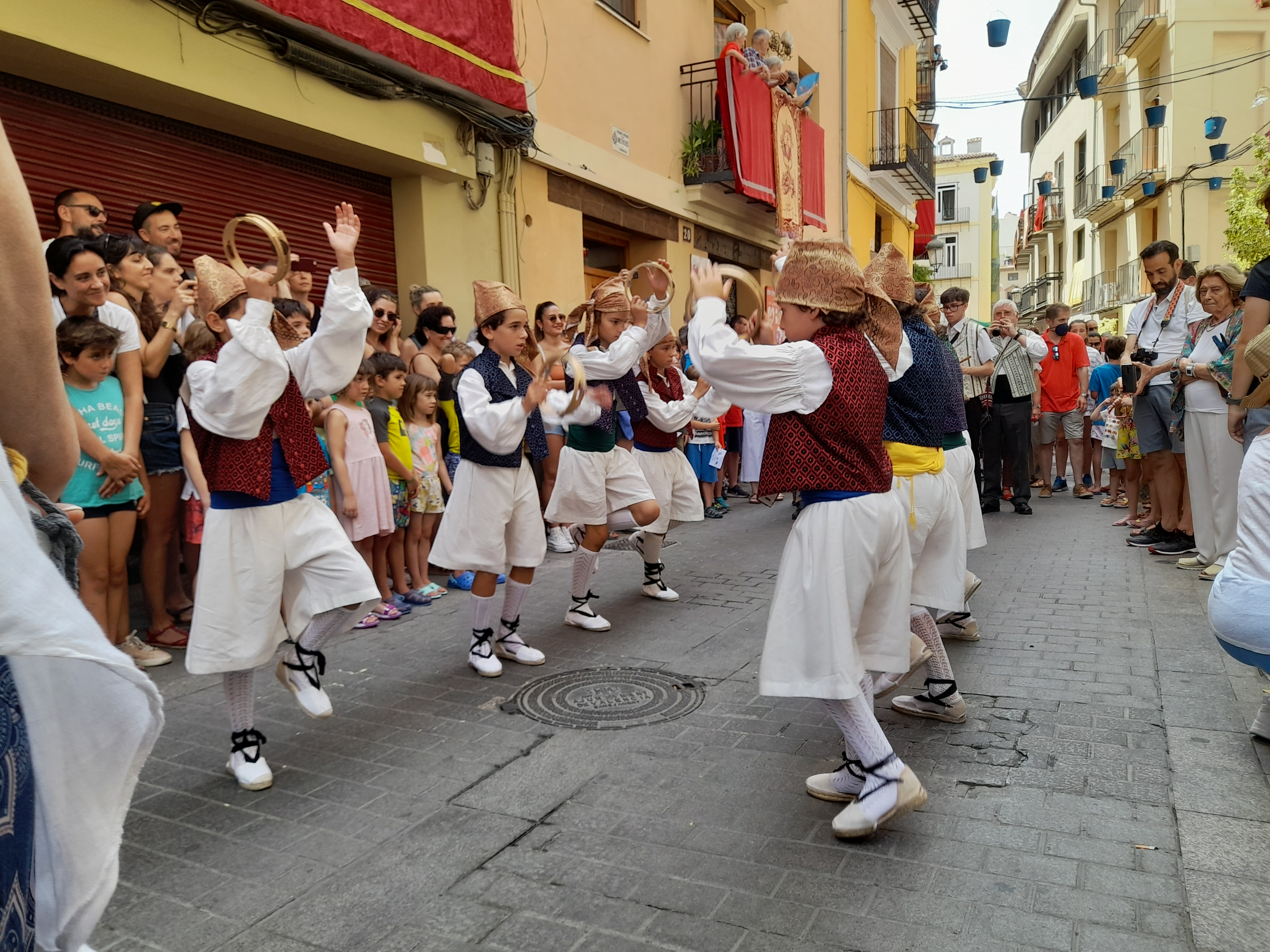
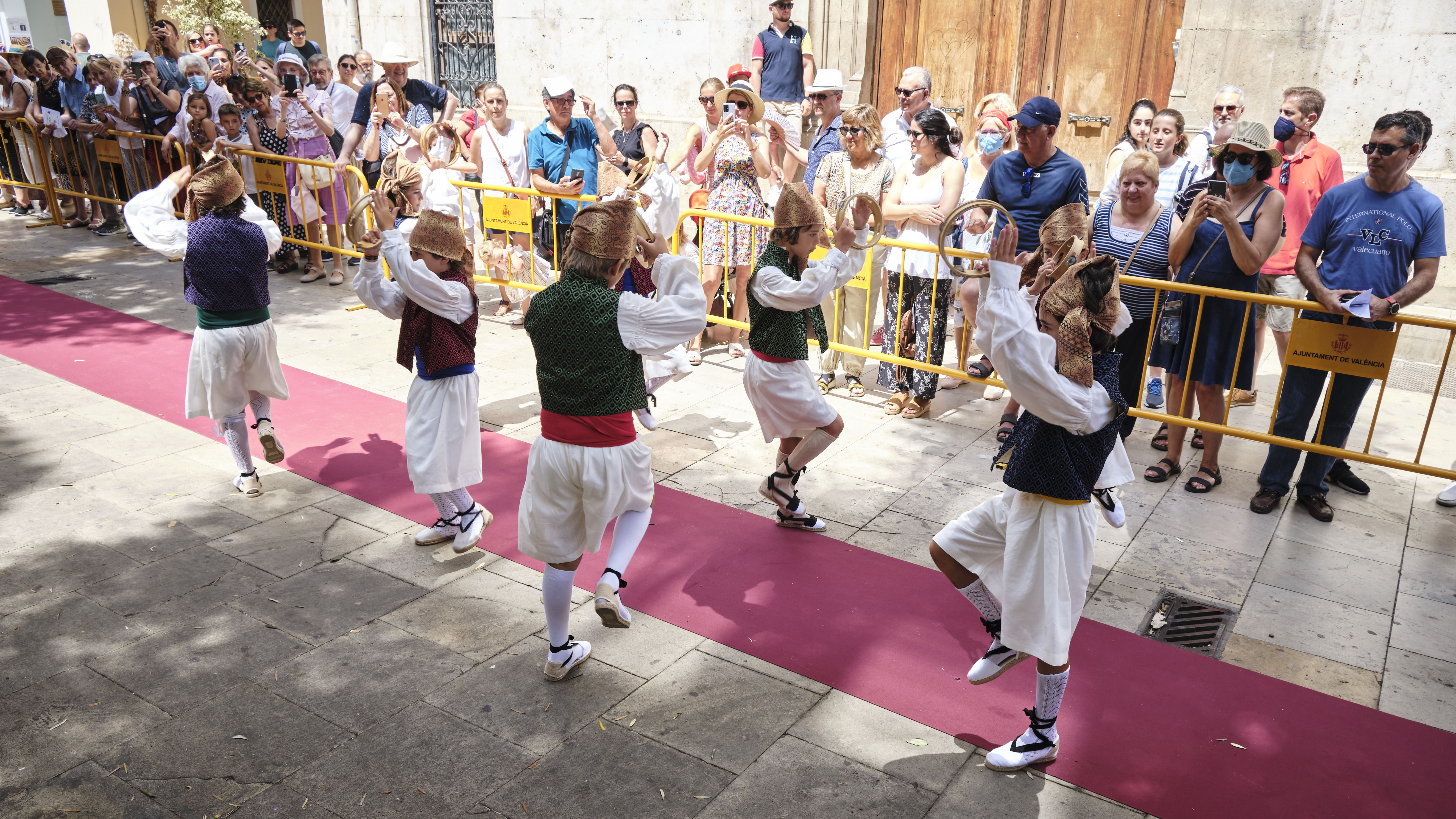

La composición de esta danza la realizó Fermín Pardo a cabo de la documentación recogida por el padre Baixauli, adoptó la estructura coreográfica de dos cuadros para la ejecución de cada una de las figuras, ya que es una estructura que se encuentra en muchas otras danzas valencianas de tipo ritual o procesional (como es el caso de la Dansa dels pastorets de Vilamarchante), incluso de algunas danzas de calle (como las Danses de Jàtiva).
Las evoluciones y movimientos tanto del preludio como del final, se parecen muchísimos a los de la danza dels pastorets. En las figuras, llevadas a cabo en filas con las panderetas en mano de los danzantes, alternando diferentes juegos según se trate de figuras, preludio o final, haciendo sonar las panderetas.